# Paromalus vernalis
Paromalus vernalis är en skalbaggsart som beskrevs av Lewis 1892. Paromalus vernalis ingår i släktet Paromalus och familjen stumpbaggar. Inga underarter finns listade i Catalogue of Life.